# Матюшина (деревня)
Матюшина — деревня в Верхотурском городском округе Свердловской области, Россия. 

## Географическое положение
Деревня Матюшина муниципального образования «Верхотурский городской округ» расположена в 75 километрах (по автотрассе в 88 километрах) к востоку-юго-востоку от города Верхотурье, в лестной местности, на правом берегу реки Тура, рядом с устьем правого притока реки Отрадновка.

## История деревни
Название деревня получила от русского имени Матюша, производным от полного имени Матвей.

## Население
| 2002 | 2010 |
| ---- | ---- |
| 1    | ↘0   |